# Северно анемоне
Северното анемоне, известно и като дребноцветно анемоне (Anemone parviflora), е вид тревисто растение от семейство Лютикови (Ranunculaceae).

## Разпространение и метообитание
Видът е родом от Централна и Западна Северна Америка, най-вече от Канада и Аляска, но също така и на юг до Айдахо и дори в Юта, където се среща в мокри скалисти тераси, ливади и край бреговете на потока в нормално варовити почви.

## Описание
Растенията растат с височина от 10 до 30 см от тънко коренище с дебелина 2 мм. Растенията цъфтят от края на пролетта до средата на лятото с цветя, съставени от 5 или 6 чашелистчета, обикновено бели или меко синкави, дълги от 8 до 13 мм. Растенията произвеждат един цветонос с едно единично цвете. Има плодове в глави с яйцевидна форма, дълги 10 мм или по-малко, плодове гъсто вълнести, некрилати и с прави клюнове с дължина от 1 до 2,5 mm.